# René Gonzalo Orellana
René Gonzalo Orellana Halkyer (Cochabamba, Bolivia; 20 de julio de 1969) es sociólogo Ph.D., fue embajador de Bolivia en Uruguay y representante en el Mercosur y Aladi (2019), embajador ad honorem en misión especial con representación plenipotenciaria para los temas de medio ambiente y desarrollo ante la ONU (2012-2017). Ocupó el cargo de ministro de Planificación del Desarrollo Bolivia desde el 23 de enero de 2015 al 23 de enero de 2017 durante el tercer gobierno del presidente Evo Morales Ayma. Fue sustituido por Mariana Prado Noya.
Fue también ministro de Aguas de Bolivia desde abril de 2008 a enero de 2009, ministro de Medio Ambiente y Agua de Bolivia desde abril de 2009 a enero de 2010 y viceministro de Servicios Básicos en 2006; ocupó esos cargos durante el gobierno del presidente Evo Morales Ayma. 

## Biografía

### Naciones Unidas
Durante los años 2011, 2012 y 2013 y 2014, Orellana se desempeñó como jefe de la delegación boliviana en las diferentes conferencias de las naciones unidas sobre el cambio climático. En 2012, se desempeñó también el cargo de jefe de la delegación boliviana en la conferencia de la ONU para el desarrollo sostenible Río+20. Desde 2012 a 2017, Orellana fue embajador de Bolivia ante las naciones unidas (ONU) y otros organismos en los temas de Medio Ambiente y Desarrollo. En 2013, fue candidato al cargo de secretario de la Unión de Naciones de Sur América (UNASUR). Cabe mencionar que sus candidatura fue propuesta por el gobierno de Bolivia. El 23 de enero de 2015, durante el comienzo de su tercer gobierno, el presidente Evo Morales Ayma posesionó a René Gonzalo Orellana como ministro de Planificación del Desarrollo de Bolivia. Fue sustituido por Mariana Prado Noya.
| Predecesor: Viviana Caro Hinojosa | Ministro de Planificación del Desarrollo de Bolivia 23 de enero de 2015 - 23 de enero de 2017 | Sucesor: Mariana Prado Noya |